# Olympische Sommerspiele 1932/Leichtathletik – Weitsprung (Männer)

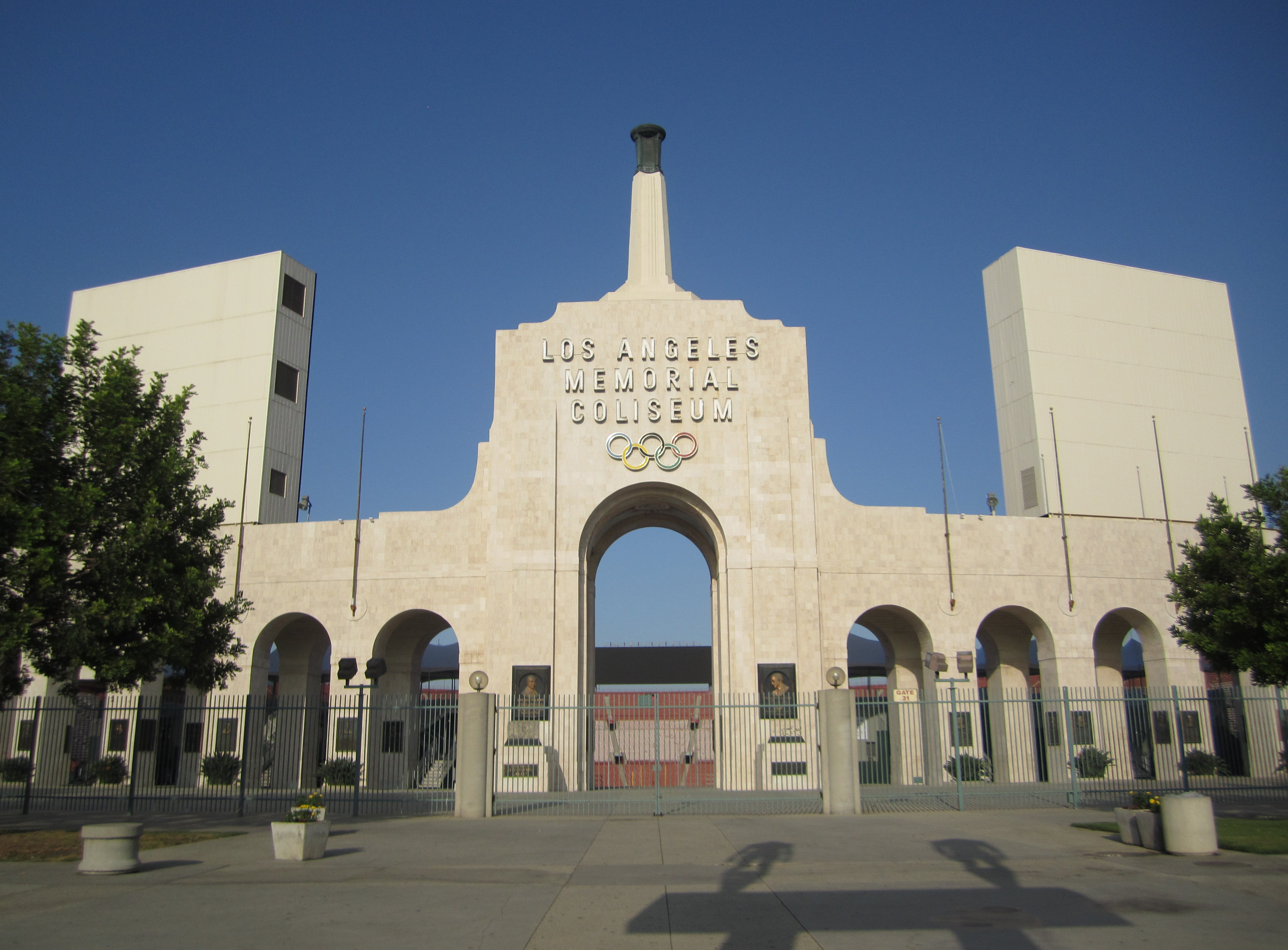
Eingang zum Los Angeles Memorial Coliseum

Der Weitsprung der Männer bei den Olympischen Spielen 1932 in Los Angeles wurde am 2. August 1932 im Los Angeles Memorial Coliseum ausgetragen. Zwölf Athleten nahmen teil.
Olympiasieger wurde der US-Amerikaner Ed Gordon vor seinem Landsmann Lambert Redd. Der Japaner Nambu Chūhei gewann die Bronzemedaille.

## Bestehende Rekorde
| Weltrekord         | 7,98 m  | Nambu Chūhei ( Japan)  | Tokio, Japan                   | 27. Oktober 1931 |
| Olympischer Rekord | 7,765 m | Robert LeGendre ( USA) | Fünfkampf OS Paris, Frankreich | 7. Juli 1924     |

Der bestehende olympische Rekord wurde hier in Los Angeles nicht erreicht.

## Durchführung des Wettbewerbs
Die Athleten begannen am 2. August mit ihrem Wettkampf. Jeder Athlet hatte in einer Qualifikation zunächst drei Versuche. Die besten vier Wettbewerber – hellblau unterlegt – sprangen im Rahmen eines Finales am selben Tag drei weitere Versuche. Dabei ging das Resultat der Qualifikation mit in das Endresultat ein.

## Legende
x: ungültig

## Qualifikation
Datum: 2. August 1932
Die Versuchsserien sind lediglich von den besten vier Springern bekannt, von den übrigen Athleten sind nur die Endresultate überliefert.
| Platz | Name             | Nation          | 1. Versuch                   | 2. Versuch                   | 3. Versuch                   | Resultat | Anmerkung |
| ----- | ---------------- | --------------- | ---------------------------- | ---------------------------- | ---------------------------- | -------- | --------- |
| 1     | Ed Gordon        | USA             | 7,64 m                       | 7,00 m                       | 7,43 m                       | 7,64 m   |           |
| 2     | Lambert Redd     | USA             | x                            | 7,60 m                       | x                            | 7,60 m   |           |
| 3     | Nambu Chūhei     | Japan           | 7,45 m                       | x                            | x                            | 7,45 m   |           |
| 4     | Eric Svensson    | Schweden        | 7,27 m                       | 7,24 m                       | 7,41 m                       | 7,41 m   |           |
| 5     | Dick Barber      | USA             | Versuchsserien nicht bekannt | Versuchsserien nicht bekannt | Versuchsserien nicht bekannt | 7,39 m   |           |
| 6     | Tajima Naoto     | Japan           | Versuchsserien nicht bekannt | Versuchsserien nicht bekannt | Versuchsserien nicht bekannt | 7,15 m   |           |
| 7     | Héctor Berra     | Argentinien     | Versuchsserien nicht bekannt | Versuchsserien nicht bekannt | Versuchsserien nicht bekannt | 6,66 m   |           |
| 8     | Clóvis Raposo    | Brasilien       | Versuchsserien nicht bekannt | Versuchsserien nicht bekannt | Versuchsserien nicht bekannt | 6,43 m   |           |
| 9     | Silvio Cator     | Haiti           | Versuchsserien nicht bekannt | Versuchsserien nicht bekannt | Versuchsserien nicht bekannt | 5,93 m   |           |
| 10    | Esteban Crespo   | Mexiko          | Versuchsserien nicht bekannt | Versuchsserien nicht bekannt | Versuchsserien nicht bekannt | 5,83 m   |           |
| 11    | Erich Köchermann | Deutsches Reich | Versuchsserien nicht bekannt | Versuchsserien nicht bekannt | Versuchsserien nicht bekannt | 5,75 m   |           |
| NM    | Len Hutton       | Kanada          | x                            | Verletzung im 1. Versuch     | Verletzung im 1. Versuch     | ogV      |           |

In der Qualifikation ausgeschiedene Springer:

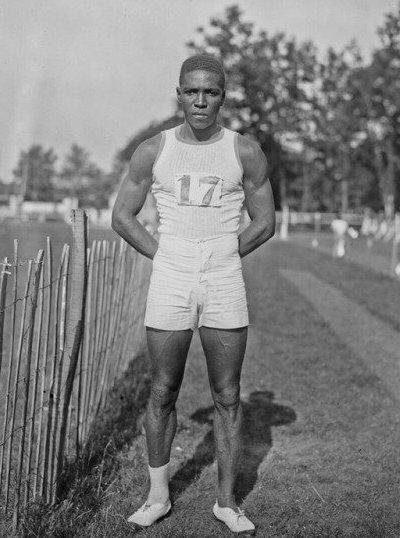
Silvio Cator – ausgeschieden als Neunter mit 5,93 m
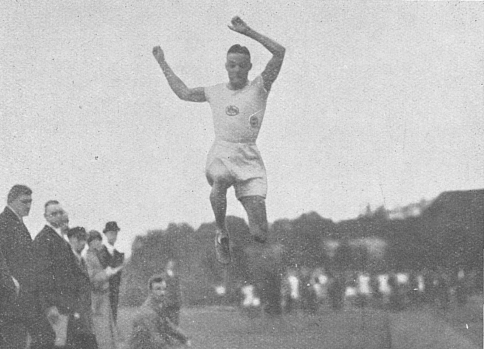
Erich Köchermann – ausgeschieden als Elfter mit 5,75 m

## Finale und Resultat der besten Acht
Datum: 2. August 1932
|       |               |             |                     | Finale          |                 |                 |             |           |
| Platz | Name          | Nation      | Qualifikationsweite | 1. Versuch      | 2. Versuch      | 3. Versuch      | Endresultat | Anmerkung |
| 1     | Ed Gordon     | USA         | 7,64 m              | x               | x               | x               | 7,64 m      |           |
| 2     | Lambert Redd  | USA         | 7,60 m              | 7,39 m          | x               | 7,49 m          | 7,60 m      |           |
| 3     | Nambu Chūhei  | Japan       | 7,45 m              | 7,32 m          | 7,39 m          | x               | 7,45 m      |           |
| 4     | Eric Svensson | Schweden    | 7,41 m              | 7,06 m          | verzichtet      | verzichtet      | 7,41 m      |           |
| 5     | Dick Barber   | USA         | 7,41 m              | nicht im Finale | nicht im Finale | nicht im Finale | 7,39 m      |           |
| 6     | Tajima Naoto  | Japan       | 7,15 m              | nicht im Finale | nicht im Finale | nicht im Finale | 7,15 m      |           |
| 7     | Héctor Berra  | Argentinien | 6,66 m              | nicht im Finale | nicht im Finale | nicht im Finale | 6,66 m      |           |
| 8     | Clóvis Raposo | Brasilien   | 6,43 m              | nicht im Finale | nicht im Finale | nicht im Finale | 6,43 m      |           |

Im Gegensatz zu den meisten anderen Wettbewerben fehlte dem Weitsprung ein wenig die Klasse. Mit fast acht Metern hielt der Japaner Nambu Chūhei den Weltrekord – exakt waren es 7,98 m. Doch er musste sich mit 7,45 m begnügen, was noch zur Bronzemedaille reichte. Zwei US-amerikanische Springer lagen vor ihm. Ed Gordon wurde Olympiasieger mit ziemlich mageren 7,64 m. Auf Platz zwei kam vier Zentimeter dahinter Lambert Redd. Robert LeGendres Olympischer Rekord, den dieser 1924 im Rahmen seines Fünfkampfs mit 7,765 m aufgestellt hatte, geriet nicht in Gefahr.
Nambu Chūhei gewann die erste japanische Weitsprungmedaille.

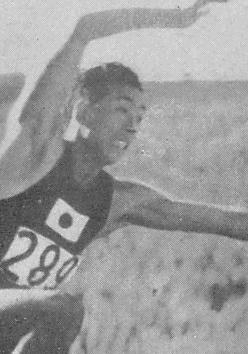
Bronzemedaillengewinner Nambu Chūhei
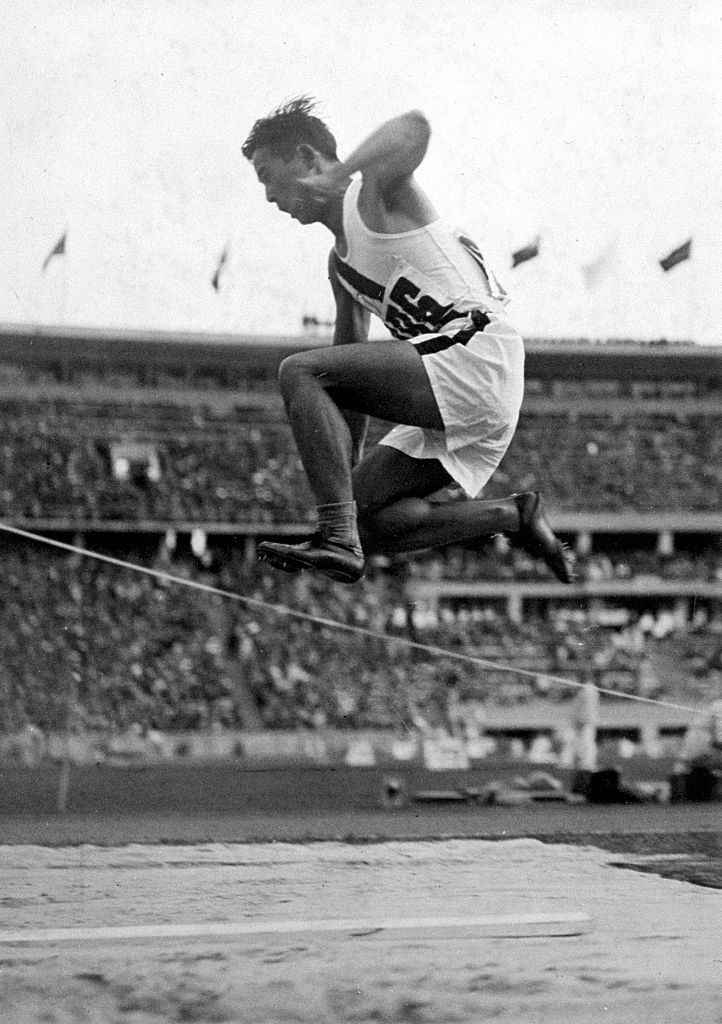
Rang sechs für Tajima Naoto – vier Jahre später Gold im Dreisprung und Bronze im Weitsprung

## Videolinks
- LOS ANGELES X OLYMPIC GAMES 1932 TRACK & FIELD SILENT NEWSREEL 86554b MD, Bereich: 11:34 min bis 12:16 min, youtube.com, abgerufen am 6. Juli 2021
- LOS ANGELES X OLYMPIC GAMES 1932 TRACK & FIELD SILENT NEWSREEL 86554b MD, Bereich: 0:32 min bis 0:40 min, youtube.com, abgerufen am 6. Juli 2021